# Ricardo Ortega Fernández
Ricardo Ortega Fernández (Conca, 1 d'octubre de 1966 - Port-au-Prince, 7 de març de 2004) va ser un periodista espanyol que va morir assassinat per l'exèrcit estatunidenc durant el cop d'estat d'Haití de 2004.

## Biografia
Ricardo Ortega va néixer a la ciutat de Conca, però amb set anys es va traslladar amb la seva família al municipi alacantí de Dénia. En aquesta localitat va cursar els seus estudis de primària en els col·legis Cervantes i Montgó i, posteriorment, va continuar la seva formació en l'institut Historiador Chabás.
Es va llicenciar en enginyeria per la Universitat de València, i va aconseguir una beca per ampliar els seus estudis de ciències físiques a Moscou, on acabaria treballant com a físic nuclear.
A causa del seu coneixement de l'idioma, es va oferir per treballar com a traductor de l'agència EFE a la capital russa, labor que va combinar posteriorment amb col·laboracions radiofòniques per a Antena 3 Radio. Finalment la cadena el va designar corresponsal a Moscou, càrrec que va ostentar durant vuit anys, arribant a cobrir els conflictes de Sarajevo i Txetxènia i va ser detingut en Grozni per l'Exèrcit rus.
L'any 2000, Antena 3 va oferir-li la corresponsalia de Nova York, on narraria en directe a l'any següent els atemptats de l'11 de setembre.
Durant aquesta etapa, va cobrir in situ les invasions a l'Iraq i Afganistan. Les seves cròniques de la política estatunidenca no van ser ben rebudes a La Moncloa, les pressions de la qual van fer que Antena 3 el cessés d'aquesta corresponsalia.
No obstant això, Ortega es va mantenir a Nova York esgotant les seves vacances acumulades i demanant una excedència a la cadena.
Des de llavors, Ortega col·laborava esporàdicament amb diverses publicacions, com la revista La Clava i el periòdic setmanal La Estrella.

## Assassinat
El 2004 va esclatar a Haití una revolta armada contra el president constitucional Jean-Bertrand Aristide, amb el suport del govern estatunidenc. Ricardo Ortega va arribar el 28 de febrer de 2004 a Port-au-Prince com a freelance, sense contracte fix i sense armilla antibales, encara que amb un acord amb Antena 3.
El 7 de març de 2004, durant una manifestació contra Aristide, aproximadament a les dues de la tarda (hora local), es va sentir una successió de trets d'armes. Ortega va rebre dues bales a l'abdomen i al tòrax.
Ràpidament se'l va conduir encara amb vida a l'hospital Canape Vert i va morir poc després.
Al principi hom va acusar els grups partidaris a Aristide de ser els autors dels trets que van posar fi a la vida del periodista, però una recerca posterior i diversos testimonis presencials van confirmar que els responsables del tiroteig van ser soldats estatunidencs.
El febrer de 2011 el jutge de l'Audiència Nacional, Eloy Velasco, va arxivar la recerca sobre l'assassinat de Ricardo Ortega per «manca d'autor conegut».
Al moment de la seva mort, Ortega preparava un programa especial sobre Txetxènia que li havia encarregat una productora estatunidenca.

## Llegat
Antena 3 i l'Associació de Corresponsals de les Nacions Unides lliuren anualment el Premi Ricardo Ortega de periodisme, que té com a objectiu reconèixer «la tasca de periodistes de ràdio i televisió en la cobertura de notícies sobre les Nacions Unides o de qualsevol de les seves agències, així com de qualsevol missió aprovada per l'ONU en els diferents llocs del món».
El 2006, la localitat de Dénia el va proclamar «fill adoptiu de la ciutat».